# Cocking
Cocking – wieś w Anglii, w hrabstwie West Sussex, w dystrykcie Chichester. Leży 13 km na północ od miasta Chichester i 76 km na południowy zachód od Londynu. W 2001 miejscowość liczyła 459 mieszkańców.